# Viktor Afanasyev
Viktor Mikhailovich Afanasyev (russo: Виктор Михайлович Афанасьев) (Briansk, 31 de dezembro de 1948) é um coronel da força aérea russa e ex-cosmonauta experimental do Centro de Treinamento de Cosmonautas Yuri Gagarin, veterano de quatro missões espaciais, com longas estadias na estação orbital Mir e uma na Estação Espacial Internacional (ISS).

## Piloto militar
Formado pela Escola Militar de Pilotos de Kachynskoye em 1970, pelo Instituto de Aviação Ordzhonikidze em 1980 e condecorado como Herói da União Soviética, Afanasyev serviu na força aérea nos anos 1970 como piloto, líder de esquadrão de combate e piloto de testes. Acumulou mais de 2000 horas de voo em quarenta diferentes tipos de aeronaves.

## Cosmonauta
Entre 1985 e 1987, ele recebeu treinamento básico meio período como cosmonauta no Centro Gagarin, na Cidade das Estrelas, próximo a Moscou, enquanto ainda piloto de combate da força aérea. Em 1988, passou a realizar treinamentos integrais em simuladores espaciais da Mir e das naves Soyuz e no ano seguinte foi comandante da equipe de reserva da missão Mir-7.
Como comandante da missão Mir-8, realizada entre dezembro de 1990 e maio de 1991, sua primeira ida ao espaço, ele acumulou 175 dias em voo e quase 21 horas de caminhadas espaciais durante a estadia na Mir. Esta missão tambpem contou com a presença de tripulantes japoneses e britânicos, por acordo entre as agências espaciais destes países e a Agência Espacial Russa.
Três anos depois ele voltou a comandar outra equipe de habitantes da Mir, desta vez na missão Mir-15, para onde foi lançado na Soyuz TM-18, permanecendo em órbita entre janeiro e julho de 1994.
Após ser selecionado como comandante-substituto da missão Mir-25 na segunda metade da década de 1990, o coronel Afanasyev obteve seu terceiro comando para uma missão espacial, desta vez a Mir-27. Nesta viagem ele fevereiro e agosto de 1999, ele comandou a Soyuz TM-29 até a estação orbital e lá passou 189 dias, onde realizou três AEVs.
Em outubro de 2001 foi pela última vez ao espaço, deste vez à ISS, no comando da Soyuz TM-33 e acumulando mais seis meses de permanência em órbita.